# هشت (آلبوم)
آلبوم هشت یک آلبوم گروهی است که در روز ۸-۸-۸۸ به مناسبت تولد علی بن موسی الرضا توسط هشت خواننده ایرانی اجرا شد.
به مناسبت تولد علی بن موسی الرضا ، آلبوم هشت با صدای محسن چاوشی، رضا صادقی ، علی اصحابی ، امین رستمی ، بابک جهانبخش ،حمید حامی، رضا یزدانی و علیرضا شهاب اجرا شد. این آلبوم در اردیبهشت  ۱۳۸۹ وارد بازار موسیقی کشور شد.

## اطلاعات آلبوم هشت
اطلاعات آلبوم به شرح زیر می باشد:
1. کاشکی از محسن چاوشی
2. زائر با صدای حمید حامی
3. کاسه ی گندم از بابک جهانبخش
4. دلم گرفته از امین رستمی
5. دخیل از علیرضا شهاب
6. پرسه زنان از علی اصحابی
7. کبوتر از رضا یزدانی
8. پابند از رضا صادقی

اطلاعات قطعه به شرح زیر می باشد: 
۱. کاشکی | خواننده : محسن چاوشی | آهنگ : محسن چاوشی | تنظیم : شهاب اکبری | ترانه : امیر ارجینی | ژانر : پاپ ، تلفیقی | زمان : ۰۳:۴۴ | سال پخش : ۲۰۱۰ میلادی
میکس و مسترینگ : استودیو ریتم (رضا اسدپور)
کرال : امیر بذرافشان ،‌ حسین محمودی ، سینا حجازی ، شهاب اکبری
آوا : محمد جاسمی

## = منابع
1. ↑  همزمان با میلاد امام رضا آلبوم هشت با 8 خواننده منتشر شد خبرگزاری ایسنا
2. ↑  آلبوم هشت بزودی منتشر می شود خبرگزاری ایرنا

=